# Mazghúna
Mazghúna je archeologická lokalita ležící v Egyptě.
Mazghúna se nachází přibližně 50 km jižně od Káhiry na západním břehu Nilu. Dvě pyramidy, které se zde nacházejí, tak zvaná Jižní pyramida a Severní pyramida, pocházejí pravděpodobně z období vlády 12. dynastie. Obě pyramidy jsou silně zdevastované.
Jižní pyramida patřila zřejmě Amenemhetovi IV., Severní královně Sebeknofru.